# روستای پردل‌شهرکی
روستای پردل‌شهرکی، روستایی از توابع بخش جزینک شهرستان زهک در استان سیستان و بلوچستان ایران است.

## جمعیت
این روستا در دهستان جزینک قرار دارد و براساس سرشماری مرکز آمار ایران در سال ۱۳۹۵، جمعیت آن ۱۲۸ نفر (۲۹ خانوار) بوده‌است.